# Fekete József (katolikus pap)
Fekete József (1782 körül – Lekér, 1825. augusztus 12.) katolikus pap.

## Élete
1805-ben végezte el Bécsben a teológiát és miséspappá szentelték. Léván, majd 1807-ben Somorján volt segédlelkész. 1808-ban a nagyszombati érseki líceumban matematikát tanított és ellátta a papnevelői tanulmányi felügyelő tisztségét. 1810-ben a lekéri plébániára került, ahol 43 éves korában hunyt el 1825-ben.

## Munkái
- Beszéd, melyet szent József napján, a lévai kegyes oskolák temploma ünnepén, és első felszentelésének századik esztendején; midőn a helybeli kegyes oskolák társasága aligazgatója t. p. Pek Ágoston papságra való felszentelésének félszázadját, s második új sz. miséjét, t. Németh Aloysius, a második deák oskola tanítója pedig a szerzetbe való beesküvését tartaná… 19. márt. 1820. eszt. Léván mondott. Pest, 1820.